# Amandine Cazeaux
Amandine Cazeaux (* 25. Februar 1989 in Montpellier) ist eine französische Tennisspielerin.

## Karriere
Cazeaux begann mit sechs Jahren das Tennisspielen und bevorzugt Hartplätze. Sie spielt vorrangig Turniere des ITF Women’s Circuit, wo sie bislang vier Doppeltitel gewonnen hat.
2004 erhielt sie eine Wildcard für die Qualifikation der Gaz de France Stars einem Turnier der WTA Tour 2004. Sie unterlag aber bereits in der ersten Runde Debbrich Feys klar in zwei Sätzen mit 1:6 und 1:6.
2011 gewann sie mit Partnerin Alina Wessel das ITF-Turnier in Annaba im Damendoppel.
2012 erreichte sie bei den Open GDF Suez de Biarritz mit Partnerin Stephanie Sagaspe das Viertelfinale und gewann zusammen mit Martina Borecká das Turnier im Oktober in Monastir im Damendoppel.
2013 erreichte sie im September beim ITF-Turnier in Tlemcen das Finale im Dameneinzel gegen Inès Ibbou und gewann mit Alina Wessel das Damendoppel sowie mit Shérazad Reix das Damendoppel beim Turnier in Algier.
2014 erreichte sie das Finale im Dameneinzel beim Turnier in Casablanca, das sie gegen Silvia Njirić verlor.
2015 erreichte sie im April mit Partnerin Katharina Hering das Finale im Damendoppel in Ponta Delgada, im September mit Partnerin Nora Niedmers drei Finals im Damendoppel in Tlemcen und Algier, wo sie auch das Finale im Dameneinzel gegen Harmony Tan erreichte, sowie im Oktober mit Lucy Brown das Finale im Damendoppel des ITF-Turniers in Jaffa. Im September erreichte sie zusätzlich noch mit Partnerin Jessika Ponchet das Viertelfinale im Damendoppel bei den Engie Open de Biarritz.
2017 erreichte sie mit Partnerin Claudia Hoste Ferrer das Finale im Damendoppel beim Turnier in Sion.
Im September 2019 erreichte sie mit Partnerin Longi Noelly Nsimba das Finale im Damendoppel beim ITF-Turnier in Sajur.
2021 gewann Cazeaux die rheinland-pfälzischen Tennismeisterschaften der Aktiven im Dameneinzel als Mitglied beim TC Boehringer Ingelheim gegen die 16-jährige Charlotte Keitel mit 4:6, 7:5, und 10:8.

## Turniersiege

### Doppel
| Nr. | Datum              | Turnier  | Kategorie   | Belag     | Partnerin       | Finalgegnerinnen                   | Ergebnis |
| --- | ------------------ | -------- | ----------- | --------- | --------------- | ---------------------------------- | -------- |
| 1.  | 17. Oktober 2011   | Annaba   | ITF $10.000 | Sand      | Alina Wessel    | Stephanie Hirsch Linda Mair        | 6:4, 6:3 |
| 2.  | 27. Oktober 2012   | Monastir | ITF $10.000 | Hartplatz | Martina Borecká | Valeria Podda Lisanne van Riet     | 6:4, 6:3 |
| 3.  | 13. September 2013 | Tlemcen  | ITF $10.000 | Sand      | Alina Wessel    | Shivika Burman Shweta Chandra Rana | 6:2, 7:5 |
| 4.  | 20. September 2013 | Algier   | ITF $10.000 | Sand      | Shérazad Reix   | Shivika Burman Shweta Chandra Rana | 6:0, 6:3 |